# Ayo Adesanya
Ayo Adesanya (Ogun, 11 de agosto de 1969) es una actriz, directora y productora de cine nigeriana. Participa tanto en películas en yoruba como en inglés. 

## Biografía
Es oriunda de Ijagun, Ijebu, estado de Ogun en Nigeria. Asistió a la escuela St. Annes en Ibadán, capital del estado de Oyo y posteriormente asistió a la Universidad de Ibadán, donde obtuvo una licenciatura en comunicación.

## Carrera
Comenzó su carrera en 1996 después de completar el Programa Nacional de Servicios Juveniles y su primera aparición en televisión fue en la telenovela de Tunji Bamishigbin titulada Palace. Más tarde se unió a la industria del cine en lengua yoruba actuando, produciendo y dirigiendo en distintas películas. También ha participado en películas en inglés.

## Vida personal
Tuvo una relación con Goriola Hassan, pero se separaron. Tiene un hijo.